# Знак поштової оплати

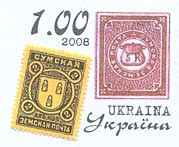
Поштова марка України 2008 р.

Знак поштової оплати, або поштовий знак — матеріальне свідчення оплати послуг поштового зв'язку, що надаються установами зв'язку (поштою) за затвердженими тарифами на внутрішній і міжнародній поштової кореспонденції. Є предметом особливої області колекціонування — філателії.

## Види знаків поштової оплати
Поштові знаки випускаються поштовим відомством і служать для полегшення сплати зборів за що здійснюються поштою пересилку предметів. Для оплати пересилання листів найчастіше вживаються поштові марки. Крім марок для пересилання простих листів в багатьох країнах існують спеціальні марки:
- для пересилання друкованих творів, головним чином газет, використовуються газетні марки;
- Франкотип — один з найбільш популярних поштових знаків, що проставляється на поштовій кореспонденції за допомогою франкувальних машин. Крім розміру сплаченого поштового збору, може містити назву організації, дату франкування, поштовий індекс, малюнки і тексти рекламного і агітаційного характеру (США, 2007) для службових пакетів — службові марки;

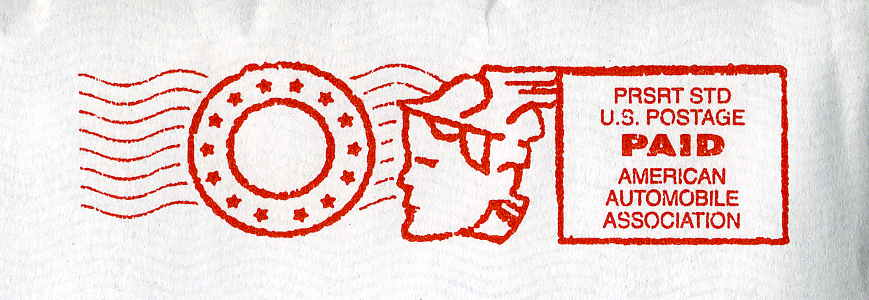
Франкотип — один з найбільш популярних поштових знаків, що проставляється на поштовій кореспонденції за допомогою франкувальних машин. Крім розміру сплаченого поштового збору, може містити назву організації, дату франкування, поштовий індекс, малюнки і тексти рекламного і агітаційного характеру (США, 2007)

- для стягнення платежу за нефранкованим або недостатньо оплаченим листом — так звані порто-марки;
- для рекомендованих листів — замовні марки;
- для пакетів (посилок) — пакетні (посилкові) марки тощо.

Для зручності поштові відомства випускають також такі види поштової кореспонденції з віддрукованим поштовим знаком оплати:
- штемпельні конверти,
- замовні штемпельні конверти,
- відкриті (листівки-картки) і закриті листи,
- службові поштові картки,
- поштові перекази,
- бандеролі тощо.

Знаками поштової оплати також можуть бути:
- етикетки,
- ярлики,
- календарні і спеціальні гасіння (штемпеля),
- штампи та ін.

Не всі перераховані поштові конверти з марками оплати існують у всіх державах, а деякі з них вже не використовуються.

## Історія

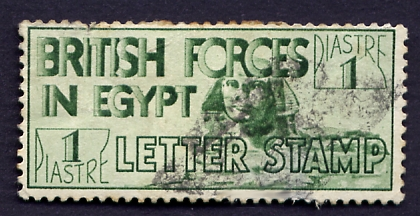
Військова марка, що використовувалася британською армією в Єгипті для оплати письмової кореспонденції під час Другої світової війни

Поява першого знаку поштової оплати датується 1653 роком, коли паризьку міську пошту було передано Ренуару де Вілайє, ймовірно, в оренду. Він взявся запроваджувати нові порядки в поштовому управлінні і випустив так звані «Billet de port payé»: це був клаптик паперу, на кшталт бандеролей, на якому був видрукуваний особливий штемпель Ренуара де Вілайє, зі словами «port payé, le … jour de l'an 1653 (1654)». Ціна такого «квитка» була 1 су, але невідомо, чи була вона позначена на марці «квитка»; примірників її не збереглося. У другій половині XVIII століття було введено штемпеля про поштовий збір Генрі Бішопом (1605—1691), а згодом Вільямом Докреем (1635—1716).
1819 року в королівстві Сардинії стали використовувати штемпельні оболонки для листів, що називалися Carta postala bolata (штемпельний поштовий папір), які позначали сплату не за поштову пересилку, а за дозвіл послати лист не поштою. Проіснували вони до 1836 року. 1820 року торговцем паперу Бревером в Брайтоні було винайдено конверт. 1840 року в Англії випущено перші поштові марки і штемпельні конверти; поява їх було обумовлена введенням однакового дешевого тарифу на листи.
Крім поштових знаків у деяких місцях існували ще телеграфні, податкові, штемпельні марки; але для цих цілей часто вживали і поштові марки.